# 文塞斯拉斯·洛雷
文塞斯拉斯·洛雷（法語：Wenceslas Lauret；1989年3月28日—）是一位法國橄欖球運動員。他是法國國家橄欖球隊的一員，代表法國參加了2015年橄欖球六國賽。